# PSR B1937+21
PSR B1937+21は、世界で最初に発見されたミリ秒パルサーで、地球から見てこぎつね座の方向に存在する。世界で最初に発見されたパルサーであるPSR B1919+21からは3度程離れた位置にある。 その名称はパルサーから取られたPSR、1950年元期を示すB、赤経及び赤緯から構成されている。 PSR B1937+21は1983年にドナルド・C・バッカー、シュリニヴァス・クルカルニ、カール・E・ハイレス、マイケル・デーヴィス、ミラー・ゴスによって発見された。
自転周期は1.557708ミリ秒、すなわちおよそ 642 Hz で自転している。この速度は天文学者がそれまでに推定していた最高回転速度よりさらに速かったので、伴星からの物質がパルサーに『降る』ことによって回転が加速したと考えられた。PSR B1937+21 の自転はその後発見された他のミリ秒パルサーと同様に非常に安定しており、原子時計と同様に正確な時間を計ることができる。稀に、流束密度として過去に観測された電磁波の中でも最も明るい規模のパルスを発するという特異な振る舞いを示す。これらのこのパルサーの特徴は研究分野の活性化に大きく貢献した。

## 背景

パルサーの略図。中央にある球は中性子星で周りにある曲線は磁場を表し、両極から出ている青い部分が電波の信号の発せられている領域である。垂直な緑線は回転軸を表している。

パルサーの世界初発見は1967年にジョスリン・ベル・バーネルと彼女の博士号の研究を師事した アントニー・ヒューイッシュにより、大規模ダイポールアンテナアレイを用いて成された。発見からすぐにフランコ・パッチーニとトーマス・ゴールドはそれぞれ独立してパルサーは強い磁場を持つ中性子星であることを提唱した。また、パルサーになる前は 太陽の10倍ぐらいの質量を持つ星で、それがII型超新星爆発を起こしたものとしている。この説によれば、パルサーの電波信号はプラズマと高速で回転する磁場の相互作用によって両極から出る。パルサーの両極から出ている電波は中性子星の回転によってビームが回転し、ある箇所から見ているとパルスが出ているように見えるというのである。

## 発見
1970年代の後半、天体4C21.53は「異常に高レベルな惑星間シンチレーションによって」多くの天文学者たちの注目を浴びた。惑星間シンチレーションはコンパクト電波源につきものであるため、4C21.53が超新星残骸であることが示唆された。しかし、1974年にラッセル・ハルスとジョゼフ・テイラーによりアレシボ天文台を使って行われたパルサー探索は空振りに終わった。そのためこの天体はパルサーではなく、今までに発見されたことのない種類の天体なのではないかとの憶測もあった。1982年にドナルド・バッカーはそれまでの観測では極めて速いパルサーは見つけられないことに気がつき、500 Hz までの観測をしていたが、これでも 642 Hz のパルサーの発見には不十分だった。当時、大学院生だったシュリニヴァス・クルカルニは可能な範囲内最も速いスピードで観測し、当時最新式であったアレー・プロセッサーを使って0.4秒間分の信号を平均し、実効観測速度を2500Hzまでに引き上げ、1.558ミリ秒の周期のパルサーの信号の検出に成功した。642 Hzという速度は天文学者達が予想していた速度と桁違いに速かった。信号が激しいシンチレーションをしていたので、間違いでないことを確認して論文が出たのは1982年の11月だった。

## 特徴

### パルサーの年齢と減速率
1982年にバッカー達が発見した当時、PSR B 1937+21の自転周期は 3×10−14 s/s で増加、すなわち自転は減速していた。パルサーは電波放射によって回転エネルギーを失うので時間の経過と共にその自転は減速する。パルサーの最高回転速度は遠心力と自己重力の釣り合いもをとに0.5ミリ秒周期程度だとされており、発見当時の回転周期と減速率をもとにこのパルサーの最高年齢は750年と計算された。パルサーの最高回転速度は用いる中性子星の状態方程式の違いにより0.3から 1ミリ秒ぐらいが限界だと考えられている。パルサーの最高速度はこの他にも重力波の放出などによっても制限される可能性があるという説がある。
しかし、この750年という年齢はこの領域の他の波長の観測結果とは相容れないものだった。例えば可視光では超新星残骸は見つからず、X線で観測しても明るいX線源はなかった。このパルサーが750年の若さならば、もし、動いていたとしても、それほど誕生時の位置から動いているはずもなく、何らかの超新星残骸が近傍に見つかるはずである。また、若いパルサーは熱いはずで、その熱放射はX線領域で観測されるはずである。 ヴェンカトラマン・ラーダークリシュナンとG. シュリニヴァサンは超新星残骸がないことに注目し、このパルサーは初めはそれ程速く回転していなかったが、伴星からの物質が降着したことによって回転が加速させられたと考えた。また、理論上の減速率は毎秒 1×10−19秒だとした。バッカーたちは1982年12月には減速率の上限を毎秒1×10−15秒に修正していたが、今日までのデータでは、毎秒1.05×10−19秒で理論値に近い。従ってPSR B1937+21の年齢は2.29×108年と計算され、観測と矛盾しない値となっている。
このパルサーを加速させた伴星はもはや存在せず、伴星を持たないミリ秒パルサーの数少ない例の一つである。一般にミリ秒パルサーはそれを加速させるのに必要だった伴星を持つが、一旦高速になった後は伴星を持つ必要はないので、このミリ秒パルサーのように『独身』のミリ秒パルサーは伴星による加速説を否定するものとは考えられていない。伴星が蒸発したか、潮汐破壊された可能性があると考えられている。

### パルス信号
PSR B1937+21 には、一自転周期の間に主パルスと中間パルスの2つのパルスが観測されている。また、PSR B1937+21は普通のパルサーにはない極めて巨大なパルスをたまに出す事で知られている。1995年までにはこのような例は他にかにパルサーしか知られていなかったが、2006年までには1500のパルサーのうち11例見つかっている。巨大なパルスが初めて見つかったのはパルサー自身の発見から比較的すぐの1984年だったが、その速い回転速度のために詳しいデータ解析は10年以上もなされずに放置されていた。最近ではもっと巨大なパルスも発見されている。不思議なことにこの巨大なパルスは普通のパルス信号後部に現れる。この巨大なパルスは信号全体に比べると極めて短く10ナノ秒ぐらいである。流束密度にはばらつきがあるが 6.5×10−22 Wm−2Hz−1（6.5×104 ジャンスキー）にのぼることがある。このように大変短く、流束密度の高い信号から計算される輝度温度は 5×1039 K を超えるため、電磁波では時々最も高輝度天体になるといえる 。従って、PSR B1937+21は最も高輝度なミリ秒パルサーであるといえよう また、電波だけでなくX線でも主信号と中間信号が観測される。

## 伴星
1990年に惑星程度の大きさのPSR B1257+12の伴星が見つかってから、PSR B1937+21を含む他のパルサーについても同様な惑星が存在するかが調べられた。1994年には、パルサーから２天文単位ぐらいの軌道に最高でも地球の質量の0.1%位の天体があると指摘され、 
1999年にはアレックス・ヴォルシャンがPSR B1937+21の信号の到達時刻の変動を詳しく調べ、それ以前の福島登志夫氏の信号到着の遅速は準矮星の存在による可能性があるという指摘を踏まえて、PSR B1937+21には2.7天文単位ぐらいの離れたところにある準惑星 ケレス 程度の大きさの伴星があると報告したが、確証を得るにはもっと長期の観測が必要である。最近地球の質量の5％以下の小惑星帯がある可能性も報告されたが、これも確証されていない。

## 意義
PSR B1937+21は2006年に自転周期 716 Hz のPSR J1748-2446adが発見されるまで、一番早く回転する中性子星だった 。それまでの記録はかにパルサーの33ミリ秒だった。2017年現在, 英語版のウィキペディアによればPSR B1937+21はPSR J1748-2446adに次いで2番目の速さのパルサーである。これらより速いといわれている1121HzのXTE J1739-285が存在するが、まだ確証されたといえないそうである。
このパルサーはそれまでのパルサーの回転速度の20倍、磁場はそれまでの記録の100倍の4.2×108 G(42 kT)である。最初のミリ秒パルサーであったため、 パルサー、中性子星、重力波の研究のための新しい『実験室』を提供し、天文物理理論学者達を「ひどく忙しくさせた」 (sparked a 'theory frenzy') といわれている。例えば、中性子星の密度は原子核のそれに匹敵するため、そのような高い密度の物体がどのような挙動をするかを理解する上で重要なのである。当初の減速率は重力波の観測の可能性を取りざたされる大きさであったが、その後の調べで、信号は現在の機器で観測できる大きさではないことがわかった。現段階では100万年に 15 Hz 減速するという結果が出ている。その回転の安定性は最も精度の良い原子時計に匹敵するので、高精度な一種の暦表時の基準に使われている。PSR B1937+21は『それまでひどく停滞していたパルサーの研究を活性化させる源泉となり、世界中の電波天文台でパルサーの調査が行われるようになった。』